# Eisendorfská Huť
Osada Eisendorfská Huť (německy Eisendorfhütte, v mapách také jako Železná Huť) stála na česko-bavorském pomezí, asi tři kilometry na jih od Železné v okrese Domažlice, pod kterou administrativně spadala.
Územím zaniklé osady protéká Železný potok.
Název Železná Huť nese v současnosti areál pro pobyty v přírodě, dětské tábory, nebo školy v přírodě.

## Historie
Zdejší sklárna, která osadě předcházela, je poprvé zmiňována roku 1591 a jednalo se o nejstarší huť na území panství Újezd Svatého Kříže. Postupně okolo sklárny vyrostla osada, ve které žili především zaměstnanci sklárny. Osudy sklářské huti souvisí s historií Frančinou Hutí. Roku 1743 místní sklárnu získává do nájmu Eliáš Zahn, jež měl ji v nájmu i sklárnu ve Frančině Huti. Proto nesla eisendorfská sklárna od šedesátých let 18. století označení Neu Zahn Hütte. Zdejší sklo se brzy stalo vyhlášené a oblíbili si ho i na zámku v Újezdu Svatého Kříže. Johann Gottfried Sommer v roce 1839 uvádí sklárnu jako opuštěnou. V roce 1871 se nový nájemce František Schrenk pokusil provoz sklárny obnovit, ale neuspěl a ta tak byla okolo roku 1900 definitivně uzavřena a to z důvodu nedostatku dřeva. Většina domů byla rozebrána a převezena do Železné a postavena v místech dnes již rovněž neexistující ulice Schneiderlgasse. V osadě následně stály stáje pro dobytek. Vesnici postihl odsun německého obyvatelstva a následně v padesátých letech dvacátého století při vytvoření hraničního pásma byla zcela srovnána se zemí. Od roku 1951 zde byla dislokovaná 3. rota Eisendorfská Huť, praporu Bělá nad Radbuzou, brigády Poběžovice. V rámci reorganizace byla zrušena v 60. letech 20. století. Na jejím místě vyrostlo rekreační zařízení ministerstva vnitra, později nevyužívané a chátrající. Po roce 2010 získalo středisko nového majitele, který toto místo využívá jako rekreační zařízení.
Ve vesnici stávala kaplička, jejíž místo se však terénním průzkumem nepodařilo najít. V rámci obnovy kapliček na pozemcích lesních správ měla být rekonstruovaná ruina tzv. Lesní kaple při silnici z Železné do Bělé nad Radbuzou. Dopravní inspektorát však rekonstrukci zamítl, neboť obnovená kaple by rozptylovala řidiče na nepřehledném úseku silnice. Proto byla obnovená nová kaple, postavená v roce 2018, umístěna do Eisendorfské Huti.

## Obyvatelstvo
Sommerova topografie z roku 1839 popisuje ve vsi 14 domů a 69 obyvatel.
Při sčítání lidu v roce 1921 zde žilo 59 obyvatel, až na jednoho obyvatele jiné národnosti všichni německé národnosti. K římskokatolické církvi se hlásilo všech 59 obyvatel.
K roku 1930 je zde uváděno šest domů, ve kterých žilo 42 německých obyvatel.
| Rok            | 1869 | 1880 | 1890 | 1900 | 1910 | 1921 | 1930 | 1950 | 1961 | 1970 | 1980 | 1991 | 2001 | 2011 |
| -------------- | ---- | ---- | ---- | ---- | ---- | ---- | ---- | ---- | ---- | ---- | ---- | ---- | ---- | ---- |
| Počet obyvatel | 66   | 150  | 138  | 46   | 37   | 59   | 42   | 7    | –    | –    | –    | –    | –    | –    |
| Počet domů     | 5    | 10   | 10   | 10   | 5    | 5    | 6    | 5    | –    | –    | –    | –    | –    | –    |